# Knooppunt Kleinpolderplein
Het Kleinpolderplein is een Nederlands verkeersknooppunt in het noorden van Rotterdam. Het vormt de aansluiting tussen de A13 in noordelijke en zuidelijke richting en de A20 in oostelijke en westelijke richting. Het is een voorbeeld van een onvolledig knooppunt; voor sommige verbindingen tussen de snelwegen dient kort de snelweg verlaten te worden en gebruikgemaakt te worden van het verkeersplein. Het knooppunt is verweven met aansluiting 13 (Rotterdam-Overschie).

## Situatie
De grondvorm is een verkeersplein ofwel grote rotonde. Aansluiting 13 (Rotterdam-Overschie) geeft toegang tot dit verkeersplein vanuit de richtingen Den Haag, Utrecht en Hoek van Holland. Vanaf het verkeersplein kan ook in alle drie richtingen de snelweg worden opgereden. In de richting Hoek van Holland vindt dit plaats via een parallelweg en aansluiting 12 (Rotterdam-Delfshaven). Deze route is goed bewegwijzerd. Op het verkeersplein komen ook de Tunneltraverse en enkele stadswegen uit.
Het knooppunt is een mengvorm van meerdere typen. Op maaiveldniveau ligt een verkeersplein (grote rotonde). De rechtdoorgaande autosnelwegen kruisen het verkeersplein ongelijkvloers: de A20 onderlangs en de A13 / Stadhoudersviaduct bovenlangs. Voor afbuigend verkeer van A13 naar A20 en omgekeerd zijn er ongelijkvloerse aansluitbogen. Met fly-overs is op het hoogste niveau een splitsing gebouwd. Een krappe turbineboog biedt vanuit westelijke richting verbinding naar de A13 in noordelijke richting.
Er zijn echter geen ongelijkvloerse aansluitbogen tussen de A20 en het Stadhoudersviaduct. Hiervoor moeten aansluiting 13 Rotterdam-Overschie en het verkeersplein worden bereden. Van en naar Utrecht biedt aansluiting 14 (Rotterdam-Noord; ook Schieplein genoemd) echter een kortere verbinding met het centrum en de Tunneltraverse.
De bijzondere en complexe vorm van het knooppunt is met de jaren gegroeid en mede bepaald door de beperkte ruimte ter plaatse. De boogstralen van de verbindingsbogen zijn zodoende vrij krap. De maximumsnelheid in de boog vanuit Hoek van Holland richting Den Haag (de turbineboog) is daarom 50 kilometer per uur. Deze boog wordt in de volksmond (en in de regionale verkeersinformatie) 'Muizengaatje' genoemd.

## Geschiedenis
Rijksweg 13 van Delft naar Overschie is in 1933 geopend. De rijksweg eindigde bij een smalle ophaalbrug over het Schie-Schiekanaal. In de jaren vijftig is ten noorden van dit kanaal een rotonde aangelegd voor de ontsluiting van de nieuwe wijken Kleinpolder-West en Kleinpolder-Oost in Overschie. Tevens werden twee vaste bruggen over het Schie-Schiekanaal gebouwd voor aansluiting op de Tunneltraverse (het Stadhoudersviaduct). In 1958 kreeg het Kleinpolderplein zijn huidige naam.
De aanleg van de A20, aan het eind van de jaren zestig, maakte de aanleg van een nieuw knooppunt van autosnelwegen noodzakelijk. In 1970 werd de A20 ten westen van het Kleinpolderplein aangesloten, in 1972 de A20 in oostelijke richting. Daarmee werd het knooppunt Kleinpolderplein in zijn huidige vorm voltooid.

## Richtingen knooppunt
| Aansluitende wegen                          | Aansluitende wegen                                      | Aansluitende wegen                                      | Aansluitende wegen | Aansluitende wegen                    |
| ------------------------------------------- | ------------------------------------------------------- | ------------------------------------------------------- | ------------------ | ------------------------------------- |
| aansluiting op de wijk Overschie West       |                                                         | richting Rotterdam The Hague Airport / Delft / Den Haag |                    | aansluiting op de wijk Overschie Oost |
|                                             |                                                         |                                                         |                    |                                       |
| richting Schiedam / Vlaardingen / Maassluis | richting Rotterdam / Nieuwerkerk aan den IJssel / Gouda |                                                         |                    |                                       |
|                                             |                                                         |                                                         |                    |                                       |
|                                             |                                                         | /Stadhoudersviaduct richting Rotterdam Blijdorp         |                    |                                       |

Almere · Amstel · Arnestein · Assen · Azelo · Badhoevedorp · Bankhoef · Batadorp · Beekbergen · Benelux · Beverwijk · Bodegraven ·  Boterdiep ·  Buren · Burgerveen · Coenplein · De Baars · De Hoek · De Hogt · De Nieuwe Meer · De Poel · De Punt · De Stok · Deil · Diemen · Drachten · Drie Klauwen · Eemnes · Ekkersweijer · Emmeloord · Empel · Euvelgunne · Everdingen · Ewijk · Galder · Gooimeer · Gorinchem · Gouwe · Grijsoord · Hattemerbroek · Heerenveen · Hellegatsplein · Het Vonderen · Hintham · Hoevelaken · Hofvliet · Holendrecht · Holsloot · Hoogeveen · Hooipolder · IJmuiden (niet officieel) · Joure · Julianaplein · Kerensheide · Kethelplein · Klaverpolder · Kleinpolderplein · Kooimeer · Kruisdonk · Kunderberg · Lankhorst · Leenderheide · Lunetten · Maanderbroek · Markiezaat · Muiderberg · Neerbosch · Noordhoek · Ommedijk · Oud-Dijk · Oudenrijn · Paalgraven · Princeville · Prins Clausplein · Raasdorp ·  Reitdiep ·  Ressen · Ridderkerk · Rijkevoort · Rijnsweerd · Rottepolderplein · Rozenburg · Sabina · Sint-Annabosch · Stelleplas · Slufter · Ten Esschen · Terbregseplein · Tiglia · Vaanplein · Valburg · Velperbroek · Velsen · Vlaardingen · Vught · Waterberg · Watergraafsmeer · Werpsterhoek · Westerlee · Ypenburg · Zaandam · Zaarderheiken · Zonzeel · Zoomland · Zuidbroek · Zurich

Geplande knooppunten:
De Liemers · Zestienhoven

Voormalige knooppunten:
Bocholtz · Ekkersrijt · Europaplein (Groningen) · Europaplein (Maastricht) · Lindenholt